# أيبل باركر أبشر
أبل باركر أبشر (بالإنجليزية: Abel P. Upshur)‏ : (1790- 1844) وزير خارجية الولايات المتحدة (1843- 1844) عمل علي ضم تكساس, قٌتل في انفجار وقع لسفينة الولات المتحدة ((برنستون)) بعث مصره هذا على التفكير في احتمال وقوع ما وقع له لعدد كبير من كبار الموظفين دفعة واحدة، وفي الإسراع باصدار قنون يسوى مسألة الخلافة في الرئاسة، خلفه جون كهلون.

## روابط خارجية
- أيبل باركر أبشر على موقع إن إن دي بي (الإنجليزية)